# Благодатнівська сільська рада (Амвросіївський район)
| Благодатнівська сільська рада — колишній орган місцевого самоврядування у Амвросіївському районі Донецької області з адміністративним центром у с. Благодатне. Сільській раді були підпорядковані населені пункти: - с. Благодатне - с. Велике Мішкове - с-ще Жукова Балка - с-ще Калинове - с. Мала Шишівка - с. Новоклинівка - с. Садове - с-ще Родники - с. Свистуни - с. Сіятель |

## Склад ради
Рада складалася з 30 депутатів та голови.

## Керівний склад сільської ради
| ПІБ                     | Основні відомості                                                         | Дата обрання | Дата звільнення |
| ----------------------- | ------------------------------------------------------------------------- | ------------ | --------------- |
| Науменко Інна Василівна | Сільський голова, 1967 року народження, освіта, член Партії регіонів      | 26.03.2006   | 31.10.2010      |
| Науменко Інна Василівна | Сільський голова, 1967 року народження, освіта вища, член Партії регіонів | 31.10.2010   |                 |

Примітка: таблиця складена за даними джерела